# Baldulus tripsaci
Baldulus tripsaci är en insektsart som beskrevs av Kramer och Whitcomb 1968. Baldulus tripsaci ingår i släktet Baldulus och familjen dvärgstritar. Inga underarter finns listade i Catalogue of Life.